# Feldverweis auf Zeit
Der Feldverweis auf Zeit in Form einer zehnminütigen Zeitstrafe wurde durch Beschluss des DFB-Bundestages vom 29. Oktober 1977 für den Amateur-Spielbetrieb der Mitgliedsverbände im DFB in ihrem Bereich vom Spieljahr 1978/79 an eingeführt. 
Diese Regelung, die im Einvernehmen mit dem IFAB und in Abstimmung mit der FIFA zugleich als Test in deren Auftrag beschlossen wurde, war zunächst bis zum Ende des Spieljahres 1982/83 befristet gewesen, wurde dann aber zunächst beibehalten. Seit Einführung der Gelb/Roten Karte 1992 durfte er nicht mehr angewendet werden. Der DFB-Beirat beschloss am 29. Mai 1993 allerdings, für den Junioren-Spielbetrieb der Mitgliedsverbände im DFB in ihrem Bereich den Feldverweis auf Zeit weiterhin zuzulassen. Wegen der – mit Ausnahme der A-Jugend – aber regelmäßig kürzeren Spielzeit dauert dort ein „FaZ“ nur fünf Minuten. Die meisten Landesverbände haben dies so in ihre Jugendordnungen übernommen.